# Кадино (Могилёвский район)
Ка́дино — агрогородок — центр Кадинского сельсовета Могилёвского района Могилёвской области Республики Беларусь.

## История
Деревня Кадино была основана в начале XX века как «отсёлок» от местечка Кадино, которое находится в современном Могилёвском районе, на месте осушенных болот. В 1920—1930 годах, во время коллективизации в СССР, хутора Новое Кадино и Новый Любуж были объединены в одну деревню. В этот же период был основан колхоз «1 Мая», который позже слился с тарановским колхозом «Чырвоны сцяг» в колхоз имени Димитрова. Также в это время здесь открыли школу.
С 1941 по 1944 годы деревня находилась под немецко-фашистской оккупацией. В июле 1941 года за Кадино мужественно сражались бойцы 411-го полка 110-й дивизии 61-го стрелкового и 20-го механизированного корпусов. В кадинских лесах они попали в засаду, и многие красноармейцы погибли или были взяты в плен. В 2010 году благодаря найденной капсуле было установлено имя одного из бойцов — уроженца Челябинской области Семёна Фёдорова. Деревня была освобождена 26 июня 1944 года.
В 1958 году на базе колхоза имени Димитрова и части земель совхоза «Вейно» был организован совхоз «Кадино». 30 декабря 1987 года на его базе образовалась агроторговая фирма «Днепр», которая прошла ряд реорганизаций с углублением специализации в овощеводстве.
В 1964 году в Кадино, на улице Советской, были построены первые каменные здания — магазин и совхозная управа (сегодня это сельсовет). В 1984 году был установлен памятник павшим защитникам Отечества, останки которых были обнаружены при строительстве новой школы.

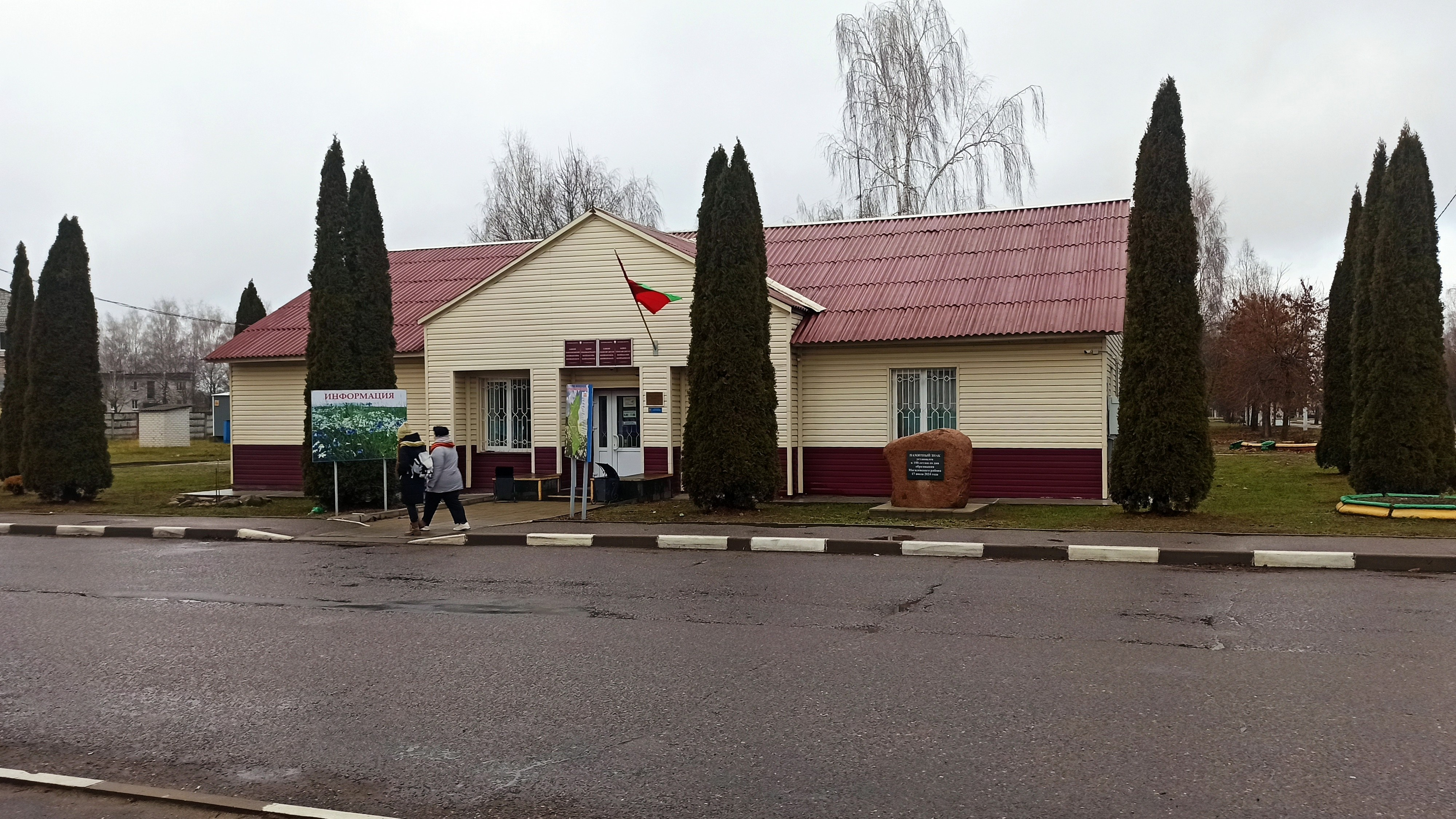
Сельсовет

21 июня 1983 года деревня Кадино стала центром сельсовета Могилёвского района Могилёвской области, который был перенесён из деревни Дары. 

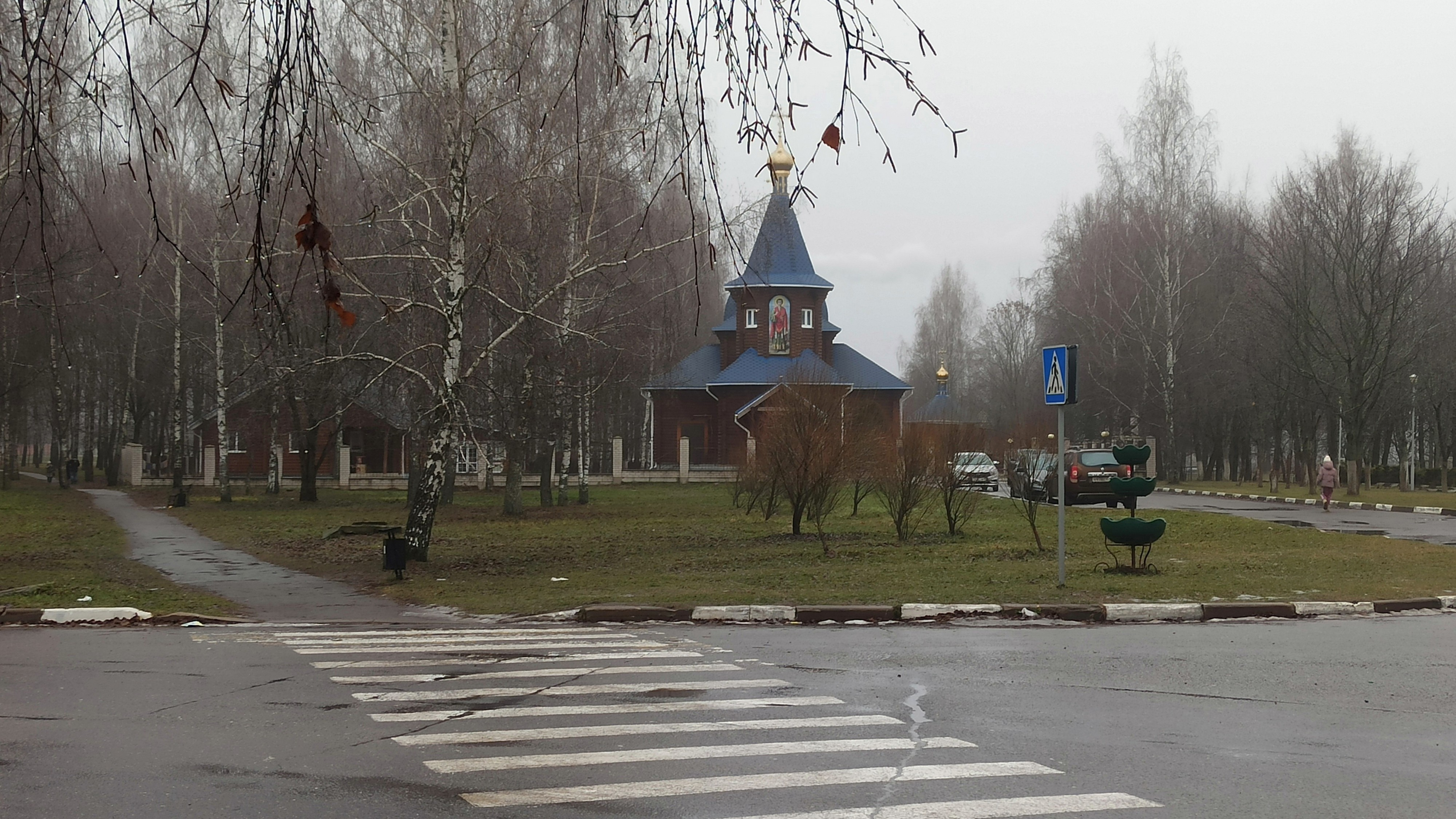
Церковь Пантелеймона

В 2008 году в Кадино была освящена деревянная церковь в честь Святого мученика и целителя Пантелеймона.
По состоянию на 2006 год, население деревни составляло 1753 человека. Со временем Кадино и Тараново фактически слились в один населённый пункт с населением более 2000 человек по состоянию на 2010 год. Улица 40 лет Победы (Кадино) переходит в улицу Подлесную (Тараново), а улица Советская (Кадино) — в улицу Центральную (Тараново).
В 2006 году агрогородок Кадино был признан лучшим агрогородком области по результатам областного смотра-конкурса.

## Этимология названия
Название деревни Кадино, по одной из версий, происходит от клички её основателя Кади, что связано со словом «кадь», означающим «большая кадушка для соления или засыпания зерна».
Согласно местной легенде, давным-давно на месте села находились непроходимые болота, в которых ползало множество гадюк (бел. га́дзіна — гадюка). С течением времени это название закрепилось за местностью. Когда болота начали пересыхать, люди стали строить здесь свои дома, и в итоге возникло село. В процессе трансформации слово «гадзина» изменилось на «Кадино».
По другой версии, название деревни Кадино имеет татарское (тюркское) происхождение. Слово «кади» переводится как «судья». В эпоху Великого княжества Литовского и Русского на пограничных землях было принято селить крымских татар для несения пограничной службы. Так возникли поселения Кадино и Татарск, находящиеся на границе с Московским царством.
Название Кадино также довольно распространено на Балканском полуострове, который долгое время находился под Османским (Турецким) игом. Населённые пункты с таким названием можно встретить в Боснии, Сербии, Македонии, Болгарии и Греции.
Недалеко от деревни Кадино расположен город Чаусы, название которого также имеет тюркское происхождение. «Чаус» обозначает мелкого татарского шляхтича, низший военный чин.

## Экономика
В Кадино расположены:
- Унитарное Коммунальное Агроторговое Предприятие "Фирма «Кадино»[7], занимающиеся производством овощей и фруктов открытого и закрытого грунта (томаты, огурцы, капуста, перец, горошек, картофель, морковь, лук, свекла, яблоки, груши)[8] . Основано в 1958 как совхоз «Кадино»
- ЧУП «Бубенько» — производство приправ и соусов
- ООО «Фиеста» — производство хлебобулочных и кондитерских изделий
- СООО "Завод «Вкус лета» — производство бутилированной питьевой воды «MAQUA»

## УКАП «Фирма „Кадино“»
УКАП «Фирма „Кадино“» является основным предприятием в агрогородке, благодаря которому небольшая деревня превратилась в один из крупнейших населённых пунктов Могилёвского района.

### История создания предприятия

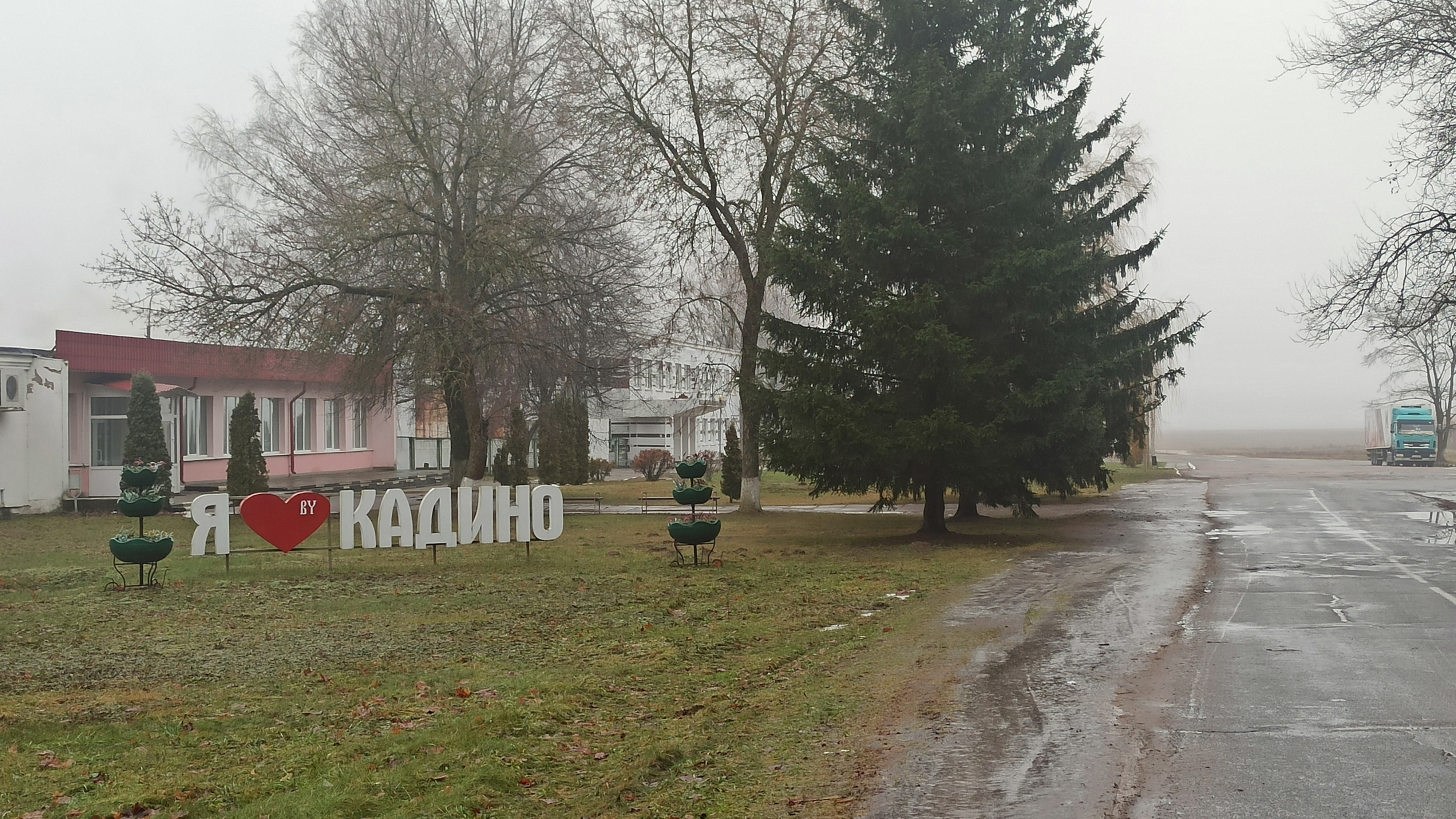
ОАО "Фирма «Кадино»

АТФ «Днепр» была создана 30 декабря 1987 года решением Могилевского облисполкома № 14-26 на базе бывшего совхоза «Кадино», который был организован в 1958 году на основе колхоза имени Димитрова и части совхоза «Вейно». Совхоз развивался как многоотраслевое хозяйство с акцентом на овощеводство и его переработку. В процессе своего развития совхоз «Кадино» претерпел несколько реорганизаций, углубляя специализацию и концентрацию в отрасли овощеводства.
ОАО "Фирма «Кадино» является правопреемником всех прав и обязанностей агроторговой фирмы «Днепр». В 2005 году к ОАО "Фирма «Кадино» было присоединено убыточное хозяйство СПК «Качурино», а в 2008 году — половина убыточного хозяйства КУП "Совхоз «Могилевский».

### Основной вид деятельности
Предприятие занимается производством, переработкой, хранением и реализацией овощной продукции и картофеля. Общая земельная площадь предприятия составляет 5208 гектаров, из которых пашня занимает 3663 гектара. Овощеводство защищённого грунта располагается на 9 гектарах, из них 3 гектара отведены под новую энергосберегающую теплицу.
Предприятие имеет базу хранения в городе Могилёве ёмкостью 8000 тонн, картофелехранилище на 2000 тонн, луковое хранилище и другие объекты. Розничная торговая сеть представлена восемью магазинами фирменной торговли. Также имеется собственный машинно-тракторный парк.
Основными конкурентами ОАО "Фирма «Кадино» являются два крупных овощеводческих хозяйства: ОАО "Фирма «Вейно» и СПК «Рассвет» имени Орловского, а также несколько крупных фермерских хозяйств. В структуре рынка овощной продукции Могилёвской области ОАО "Фирма «Кадино» занимает 50 %, ОАО "Фирма «Вейно» — 20 %, СПК «Рассвет» имени Орловского — около 20 %, а прочие хозяйства составляют до 10 %.

## Географическое положение
Ближайшие населённые пункты: Тараново, Любуж, Черёмушки, Большая Боровка, Романовичи, Подбелье, Могилёв.
Ближайшие железнодорожные станции — Дары, Боровка на линии Могилёв-Кричев

## Известные люди
- Иванов Владимир Петрович (родился 8 октября 1966 года в деревне Кадино Могилёвского района) — младший сержант, который проходил службу в Республике Афганистан с 2 февраля 1985 года по 21 ноября 1986 года в воинской части 51932[10]. Награждён медалью «За боевые заслуги»[11]. В настоящее время проживает в деревне Кадино.
- Козарицкий Александр Николаевич (родился 13 января 1968 года в деревне Ведуйцы Могилёвского района) — рядовой, служил в Республике Афганистан с 5 ноября 1986 года по 15 февраля 1989 года в воинской части 2033. Также награждён медалью «За боевые заслуги». Проживает в деревне Кадино.
- Липкин Валерий Фёдорович (родился 9 января 1951 года в деревне Вендорож Могилёвского района) — учёный агроном и бывший генеральный директор агроторговой фирмы «Днепр» Могилёвского района. Является депутатом Палаты представителей Национального собрания Республики Беларусь и членом Комиссии по правам человека и национальным отношениям. Награды: орден «Знак Почета», медаль Даниила Галицкого, а также Бронзовая, Серебряная и Золотая медали Выставки достижений народного хозяйства СССР.
- Таланков Виталий Викторович (родился 29 апреля 1982 года в деревне Кадино Могилёвского района) — член национальной команды Республики Беларусь по лёгкой атлетике. Он является воспитанником ДЮСШ Могилёвского района и неоднократным чемпионом и призёром Республики Беларусь по спортивной ходьбе.
- Усиков Якуб (Яков) Кириллович (псевдонимы: Я.Кириллов, Я.Саблин, Я.Усик, Якуб Усик) (1919 год — деревня Кадино — 1995 год) — автор шести книг, его основное направление творческих интересов связано со становлением и развитием белорусской драматургии, прозы и поэзии, а также научно-публицистической деятельностью в сфере развития белорусского языка. Награжден орденом Великой Отечественной войны 2 степени, орденом Красной звезды и другими медалями за боевые заслуги в ходе службы в партизанском отряде имени Гришина и в частях 2 Белорусского фронта. Член союза писателей БССР, кандидат филологических наук, более 20 лет проработал в Могилёвском педагогическом институте. В честь Якуба Кирилловича Усикова названа одна из улиц города Могилёва.

## Достопримечательности
- Церковь Святого Великомученика и целителя Пантилеймона (2008 г.)
- Братская могила советских воинов. Около школы. Похоронены воины, которые погибли в июне 1944 г. в боях за освобождение района от немецко-фашистских захватчиков. В 1984 г. на могиле поставлен обелиск.
- Братская могила советских воинов. Похоронено 18 воинов 230-й стрелковой дивизии, которые погибли в июне 1944 г. в боях за освобождение района от немецко-фашистских захватчиков. В 1957 г. на могиле поставлен обелиск. Между деревнями Кадино (ул. 40 Лет Победы) и Тараново (ул. Центральная).
- Магазин, сельсовет (ранее совхозная управа) по ул. Советской — первые каменные здания в деревне (1964 г.)
- Здание первой школы (деревянное) — (1930-е гг.)
- Новолюбужское (по названию хутора Новый Любуж, сегодня центральное в деревне, название не прижилось и сегодня не употребляется) православное кладбище (с 1920-х гг.)
- Новокадинское (по названию хутора Новое Кадино, сегодня практически для новых захоронений не используется) православное кладбище (с 1920-х гг.)
- Центральный парк (начало 1990-х гг.)
- Спорт
  - Футбол: В 1996—2005 гг. агроторговая фирма «Кадино» являлась спонсором футбольного клуба «Торпедо-Кадино» (Могилёв), который за это время провёл пять сезонов в высшей лиге Чемпионата Беларуси по футболу и пять сезонов в первой. Наивысшим достижением клуба за это время, стало 12-е место в 1998 г. в Высшей лиге белорусского футбола.
  - Хоккей: Команда «Кадинские львы» — бронзовый призёр республиканских соревнований по хоккею «Золотая шайба» на призы Президента Республики Беларусь (дивизион В, 2003—2004 гг.р.). Финальные соревнования прошли 18-20 марта 2016 г. в городе Лида Гродненской области. Соперниками команды «Кадинские львы» были юные хоккеисты из г. п. Дятлово (Гродненской области), г. п. Лельчицы (Гомельской области), г. Вилейка (Минской области) и команда Верхнедвинского района (Витебская область).

## Галерея

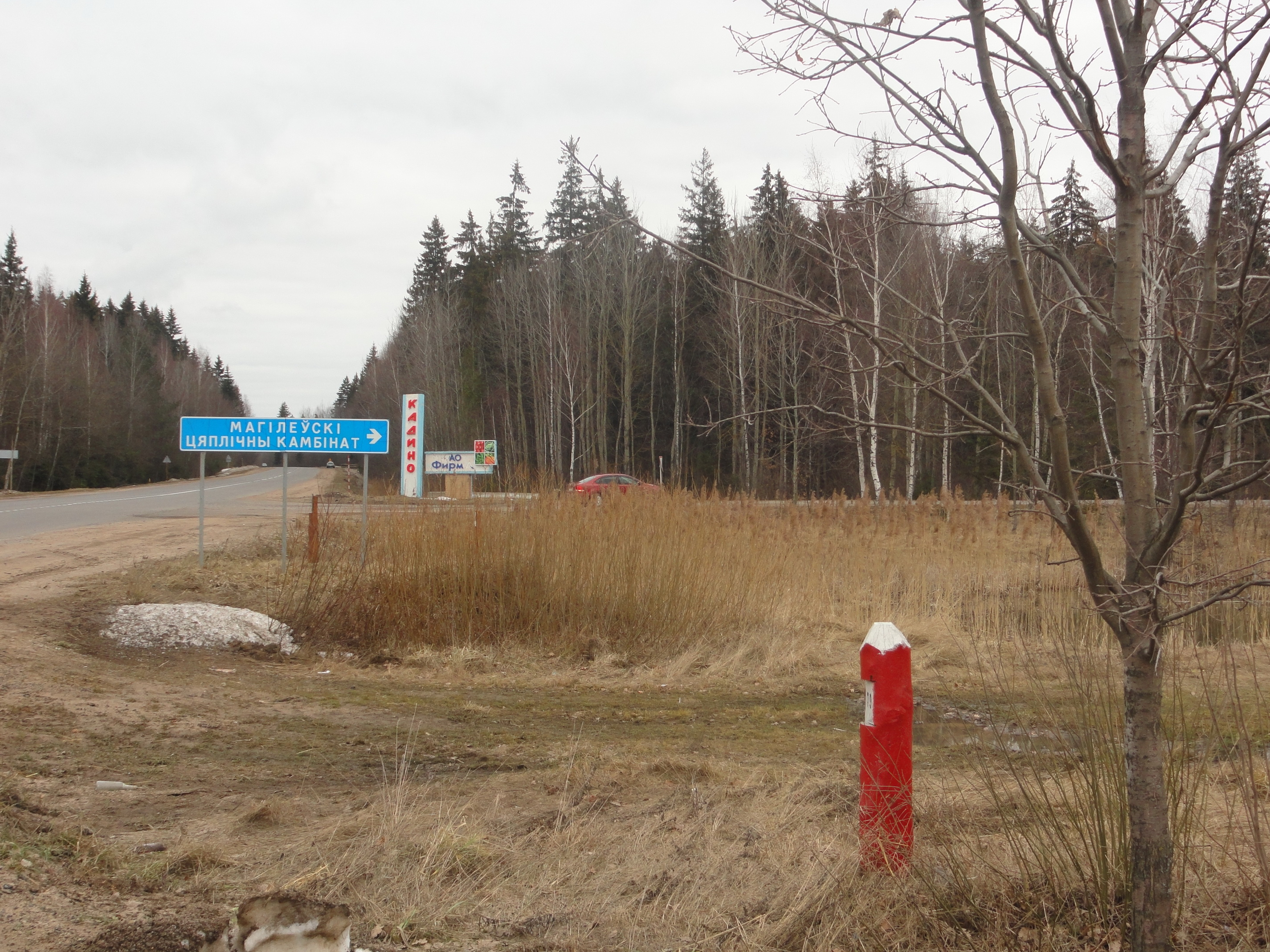
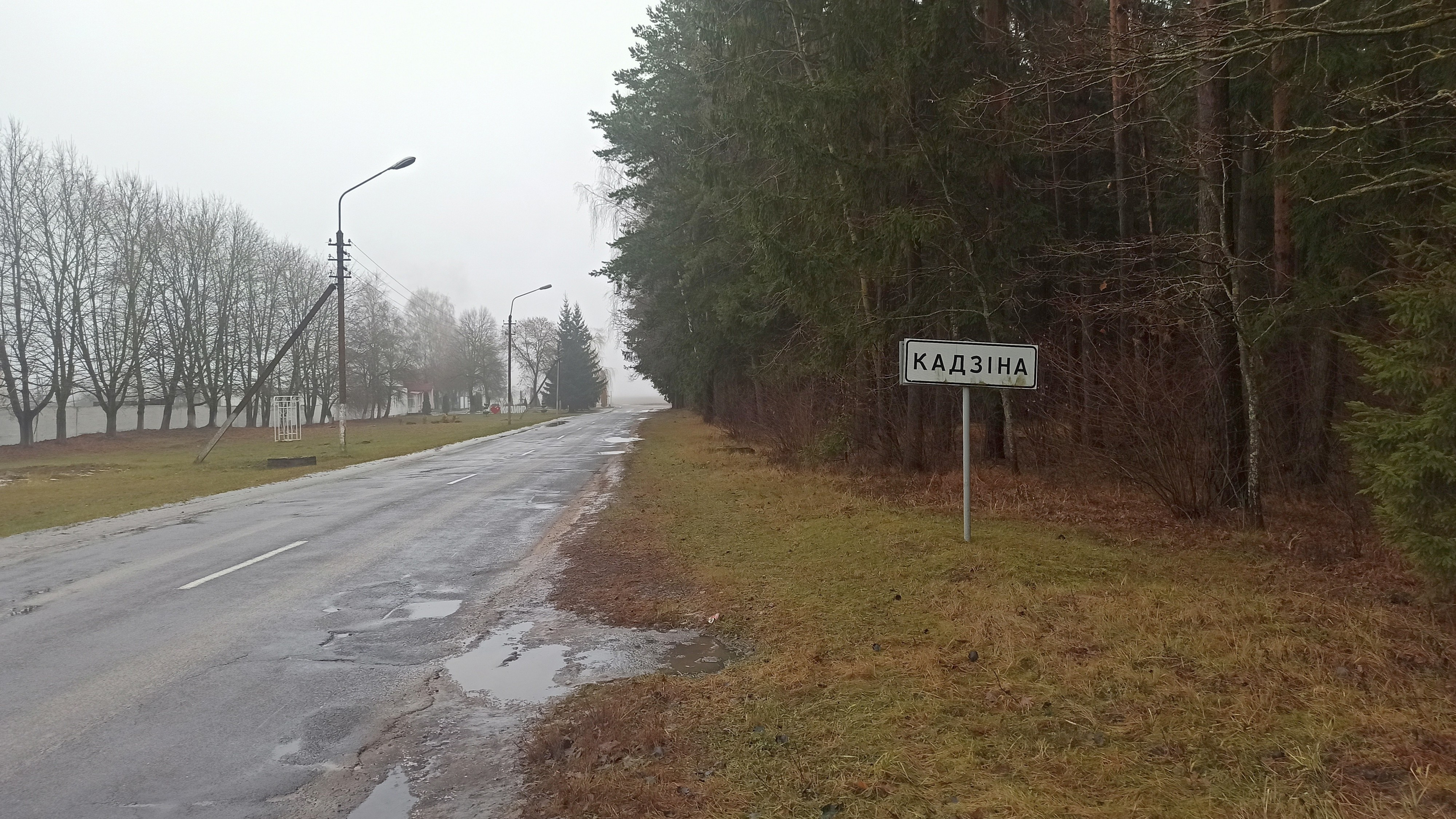
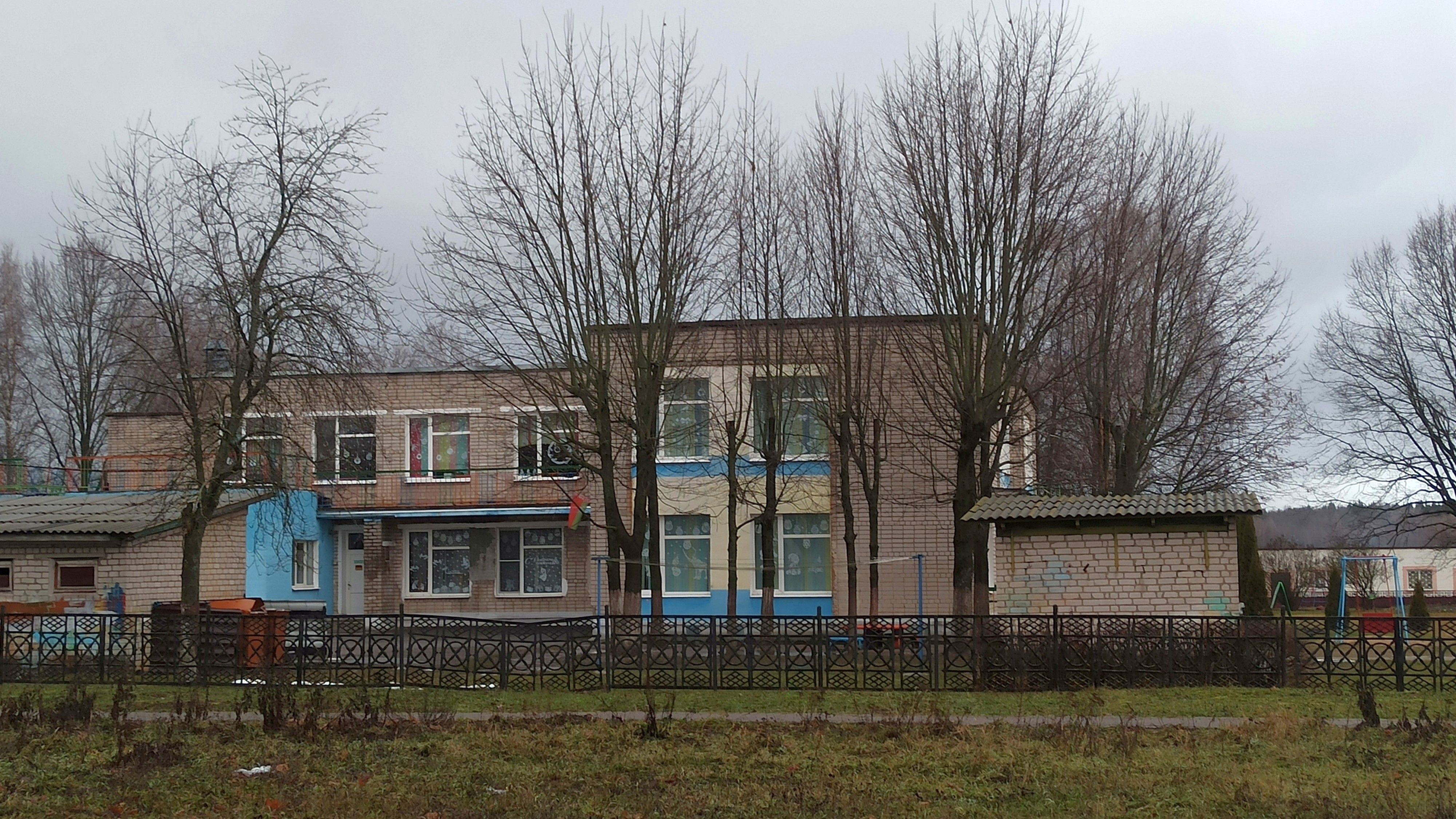
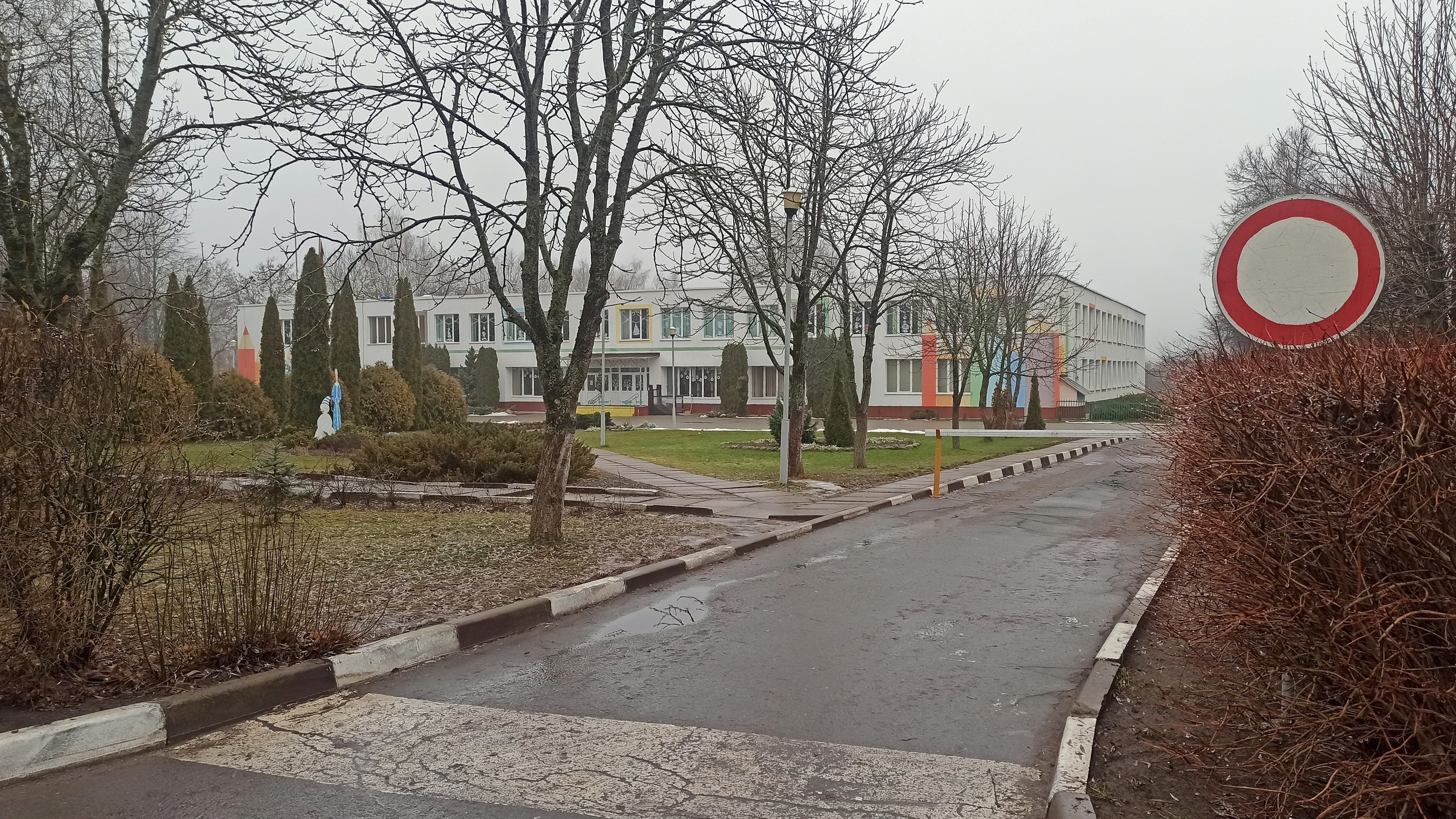
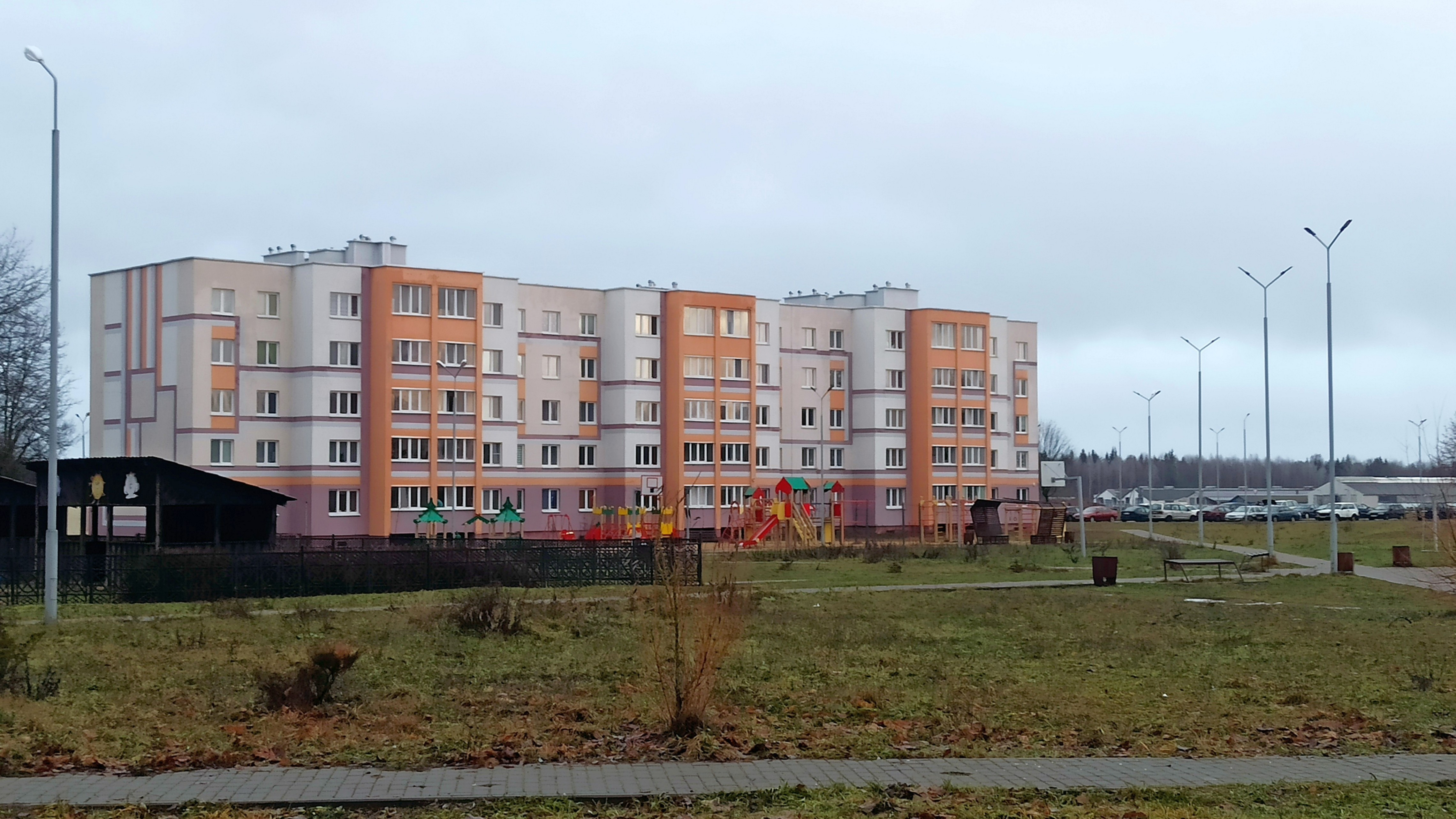
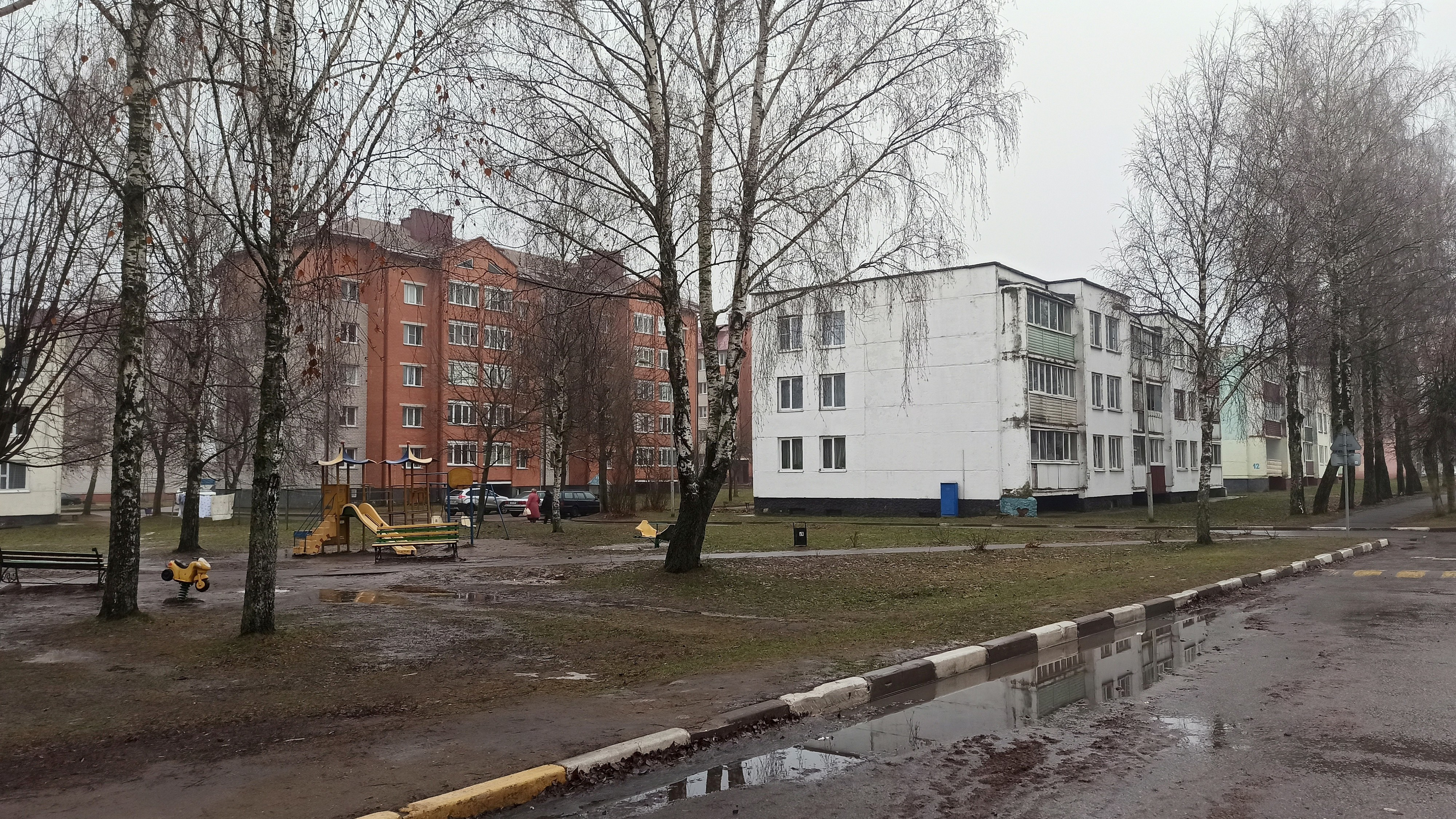
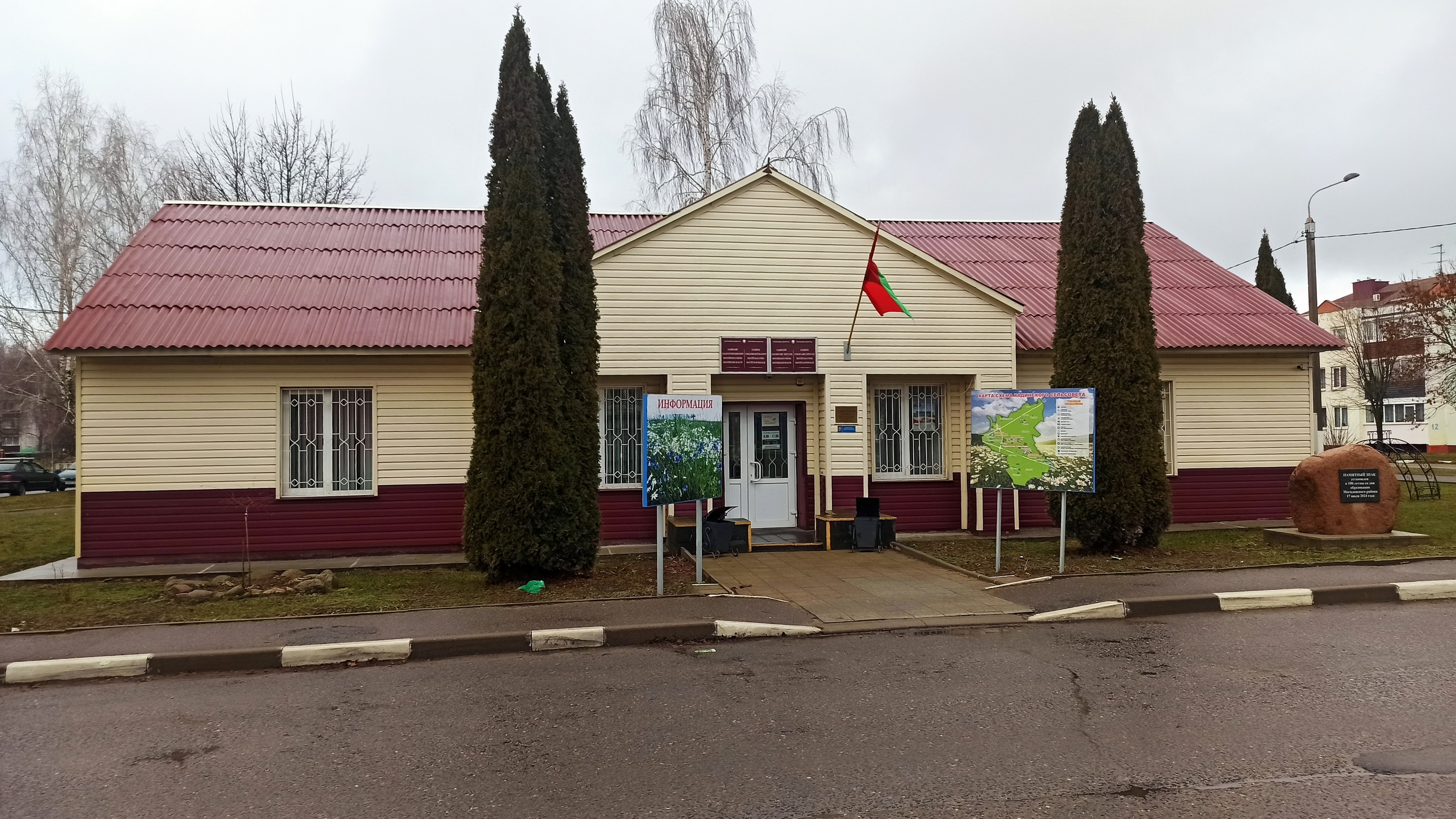
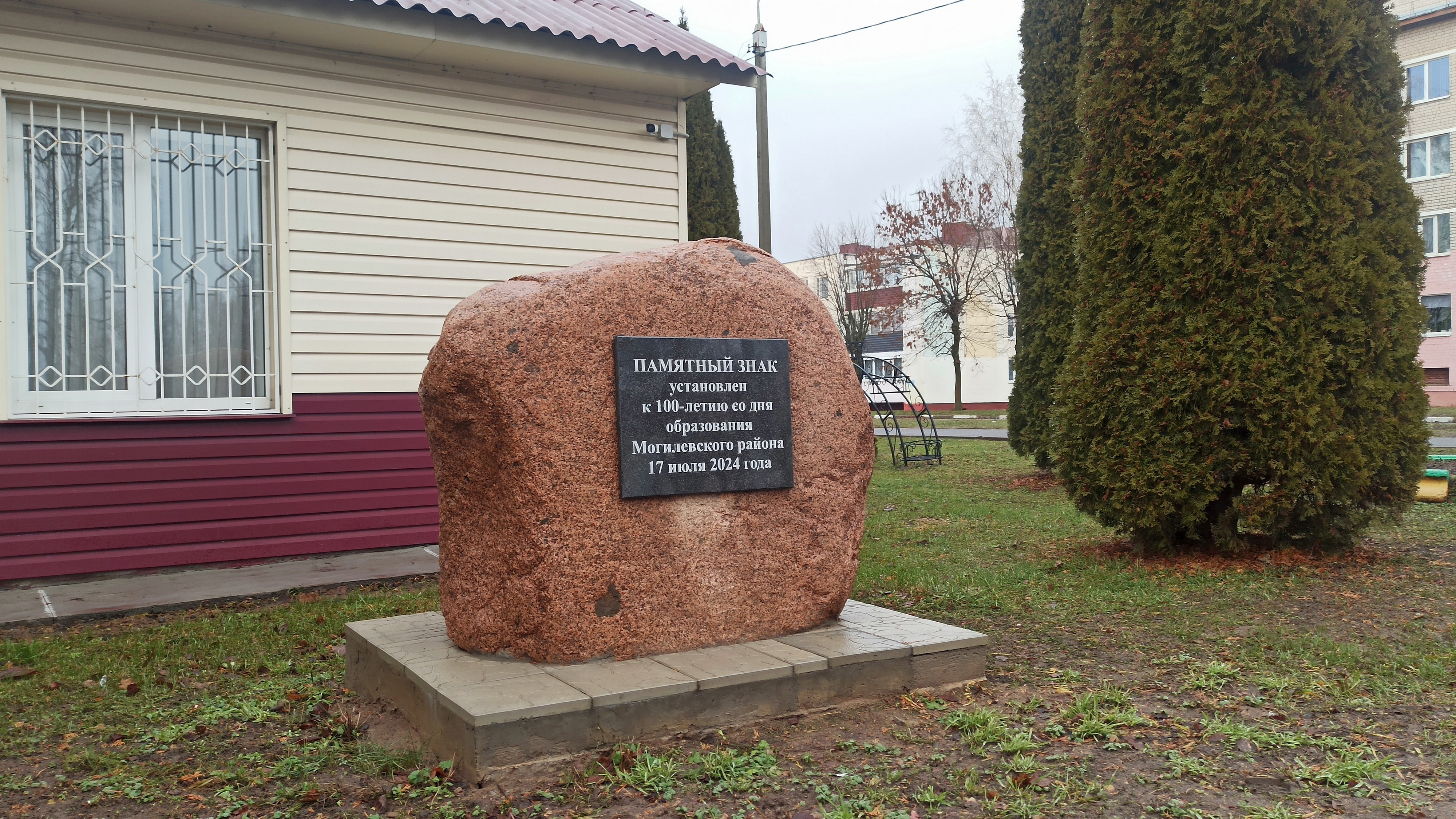
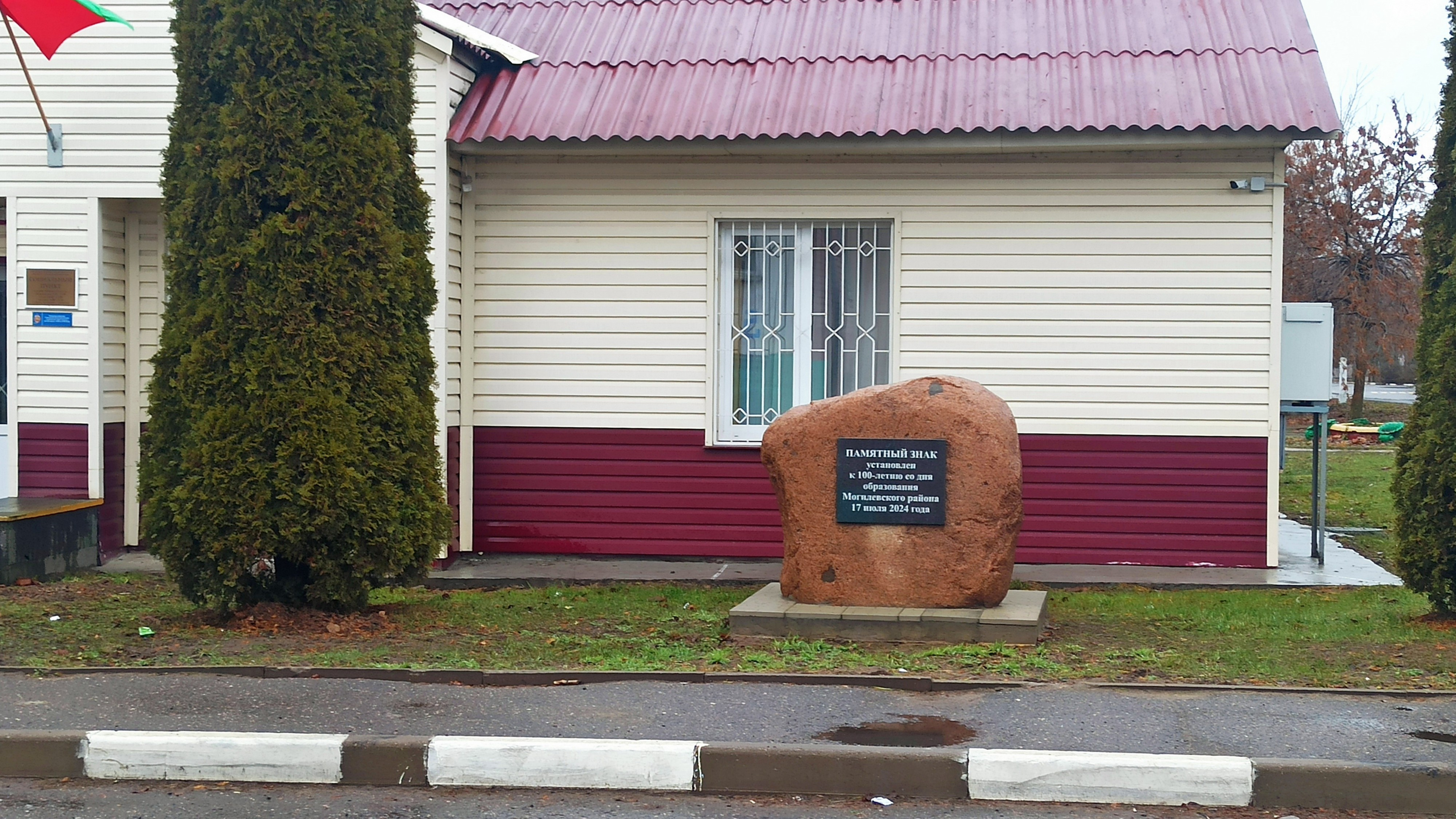